# Inmigración rusa en México
La diáspora rusa en México se concentra principalmente en ciudades grandes como la Ciudad de México y sus alrededores (Toluca, Cuernavaca y Puebla), Guadalajara, Monterrey, así como en los estados de Baja California y Quintana Roo. En el año 2006 los rusos constituían aproximadamente el 0.3% de los residentes en México nacidos en el extranjero. De acuerdo con el censo del INEGI, en el 2010 en México había 1453 ciudadanos rusos residentes, constituyendo la comunidad eslava más numerosa en México. El incremento del nivel de ingresos de gran parte de la población de Rusia se ha revertido en una nueva ola de inmigración, que reside en balnearios como los de la Riviera Maya. Así, en el 2018 tan sólo en el Estado de Quintana Roo había más de 4000 residentes de la Federación Rusa .

## Historia

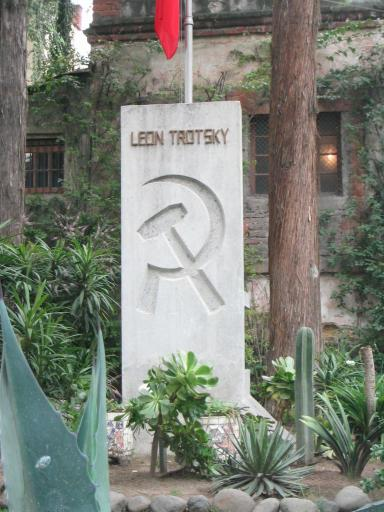
Monumento a León Trotski en el que se guardan sus cenizas, dentro del Museo Casa de León Trotski en la Ciudad de México.

Se han registrado varias olas migratorias rusas vinculadas a importantes procesos históricos. La primera se debió a la persecución contra los judíos rusos al ser acusados del asesinato del zar Alejandro II en 1881. A principios del siglo XX, se formó una colonia de creyentes rusos   "molokanos", disidentes de la iglesia ortodoxa rusa, en el Valle de Guadalupe, Baja California.  Luego, con la Revolución Socialista de Octubre de 1917 y la consecuente guerra civil, se generó una ola de inmigrantes rusos "blancos", opuestos a la revolución, que llegaron desde Europa o desde el Lejano Oriente (China y Japón). Más tarde, la pugna entre Iósif Stalin y León Trotski devino en la inmigración a México de importantes activistas revolucionarios, rusos "rojos", incluyendo al propio L. Trotski. En los años 40, como consecuencia de la Segunda Guerra Mundial inmigró a México un número de ciudadanos soviéticos que no pudieron o no quisieron regresar a la URSS.  Años más tarde, en la época de la perestroika del gobierno de Mijaíl Gorbachov y la desintegración la URSS, llegó a México un número importante de inmigrantes rusos, en su mayoría especialistas. En los últimos años, muchos rusos han elegido la "Riviera Maya" y otras regiones de clima favorable como su lugar de residencia.
En la primera mitad del siglo XX, emigraron a México ciudadanos de Rusia y de otros países que conformaban a la Unión Soviética, básicamente por motivos políticos. El caso más conocido es el de León Trotski, y su esposa Natalia Sedova. León Trotski  vivió y fue asesinado en una casa de Diego Rivera y Frida Kahlo ubicada en el barrio de Coyoacán de la Ciudad de México. También pueden mencionar nombres como el del arquitecto Vladimir Kaspé, el activista político Víctor Serge, el pintor y grabador Vlady, el pintor Vladímir Kibálchich Rusakov y los hermanos Vadim y Vladímir Ólhovich. En 1988, Sergio Ólhovich dirigió la película "Esperanza", coproducción soviética-mexicana basada en la vida de su padre, el ingeniero Vladímir Ólhovich.
Al mundo de la música cine y el entretenimiento de México hicieron grandes aportaciones inmigrantes rusos como Arcady Boytler, director pionero de la Época de Oro del cine mexicano, el actor Estanislao Shilinski (nacido en Lituania, entonces Imperio Ruso) quien formara el famoso dueto cómico "Manolín y Shilinski", y su hermano, llegaron a México como parte de un circo ruso. E. Shilinski se unió a al teatro móvil (carpa) "Valentina" y desde 1929 apoyó a Mario Moreno en la conceptualización del personaje Cantinflas.  Ellos se hicieron concuños al casarse con las hermanas de origen ruso Olga y Valentina Ivanona  (cuyo apellido artístico era Zubareff), hijas de Gregorio Ivanova, propietario de la carpa "Valentina". Iacob Datchkovski fue propietario del cine Gloria en la Cd. de México.  También destacó Wolf Rubinskis (letón-ucraniano), luchador y popular actor de reparto de la época de oro del cine mexicano. En 1940 inmigró a México el virtuoso violinista de origen judeoruso Elías Breeskin, quien procreara dos hijos con la cantante de ópera Lina Torres, Elías Breeskin Jr., también violinista, y Olga Breeskin, afamada artista de la farándula y violinista.
A partir de la perestroika del gobierno de Mijaíl Gorbachov en la URSS y durante la desintegración de la URSS a México llegaron periodistas, científicos, artistas entre ellos Alexander Balankin, Premio Nacional de Ciencias-2002, escritores, músicos, actores y empresarios, que se han asentado por todo el país, desde Ensenada hasta Cancún.

## Religión

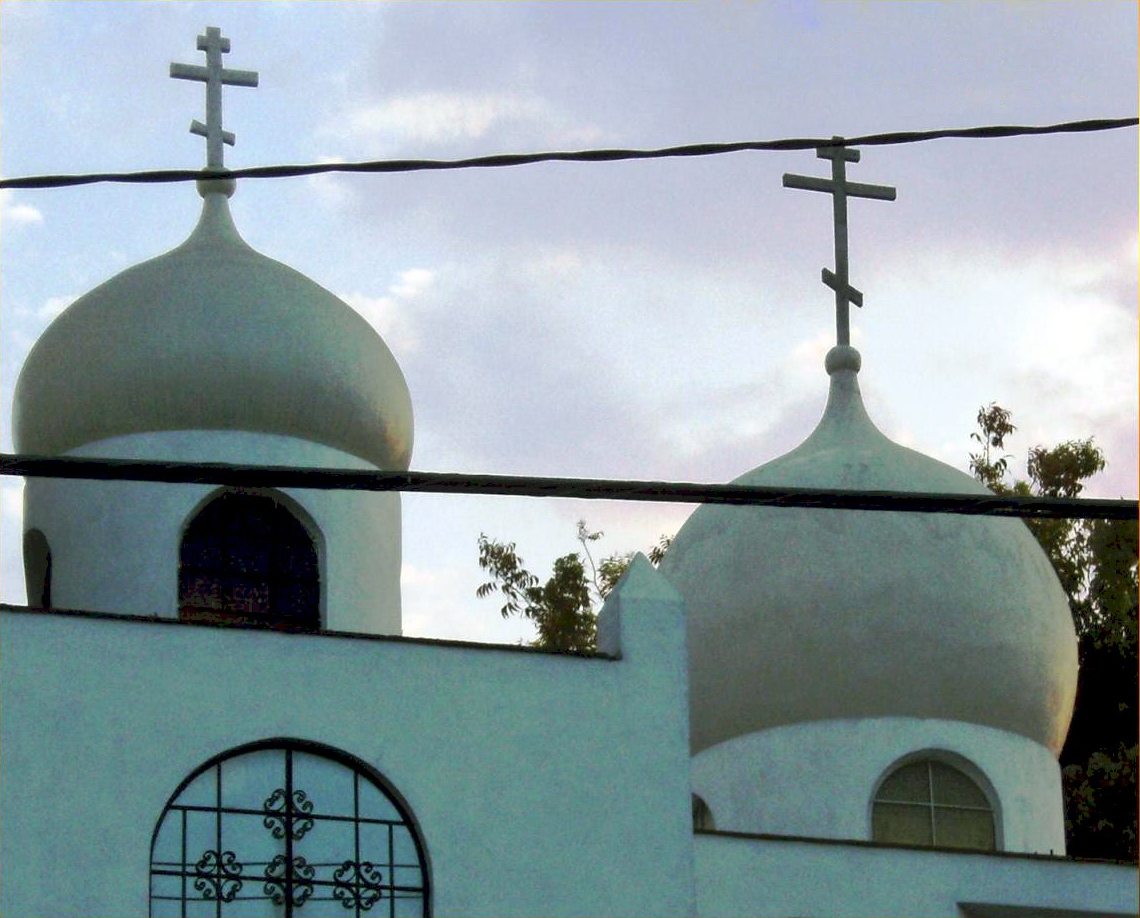
La Catedral Ortodoxa la Ascensión del Señor de la Ciudad de México.

La mayoría de los inmigrantes rusos creyentes se identifican con la Iglesia Ortodoxa Rusa del Patriarcado de Moscú. que tiene una parroquia en Nepantla, Estado de México. La Iglesia Ortodoxa Rusa en el Exterior, también bajo el Patriarcado de Moscú, cuenta con un monasterio en la Cd. de México, cuyos sacerdotes sirven a su comunidad en toda la República Mexicana. Además hay descendientes de judíos rusos que emigraron a México después del asesinato del zar Alejandro II en 1881 y luego como consecuencia de la revolución de octubre de 1917. En el Estado de Baja California hay descendientes de los creyentes molokanos (molokanes o priguní) en el Estado de Baja California, y también hay conversos a otros credos cristianos (protestantes).

## Comunidades rusas
La comunidad rusa proporcionalmente más numerosa en México se encontraba en las últimas décadas en Baja California, pero ha sido superada por la comunidad rusa en Quintana Roo. En la Ciudad de México y en Jalisco hay otras comunidades importantes que cuentan con agrupaciones, no solamente dedicadas a conservar su folclore y tradiciones rusas, sino también a practicar su religión, ortodoxa y judía, así como a fomentar la educación y compartir sus intereses sociopolíticos.

### Baja California
Formaron cuatro colonias que existieron hasta mediados de la década de 1960, cuando la mayoría de sus descendientes emigró a los Estados Unidos. Estos inmigrantes provenientes del Imperio Ruso fortalecieron la producción agrícola en la economía regional.
En 1905 inmigraron al Valle de Guadalupe, Baja California las primeras familias de feligreses molokanos (priguníes [Прыгуны] en ruso, "saltarines", en español). Los "priguníes" conforman una de las dos ramas en que se divide el culto molokano que escindió de la iglesia ortodoxa rusa en el siglo XVII. Estos colonos provenían en su mayoría de las regiones de Kars  (ahora Turquía), y de la región de Tambov,  Imperio Ruso. Hacia 1910 había cerca de 300 habitantes de origen ruso en el Valle de Guadalupe. Formaron cuatro colonias que existieron hasta mediados de la década de 1960, cuando al ser acosados por asentamientos de agricultores mexicanos, muchos se mudaron a California, Estados Unidos, donde existía una comunidad malocana mayor desde principios del siglo XX. Estos inmigrantes provenientes del Imperio Ruso fortalecieron la producción agrícola en la economía regional. En el Censo General de Población del 2010 se registró sólo veinte malocanos de edad avanzada que residen en el Valle de Guadalupe y alrededor de 60 descendientes en ciudades como Ensenada, Mexicali, Rosarito y San Quintín. Entre otras actividades, se dedican a la producción de vinos y a los servicios turísticos.

### Ciudad de México

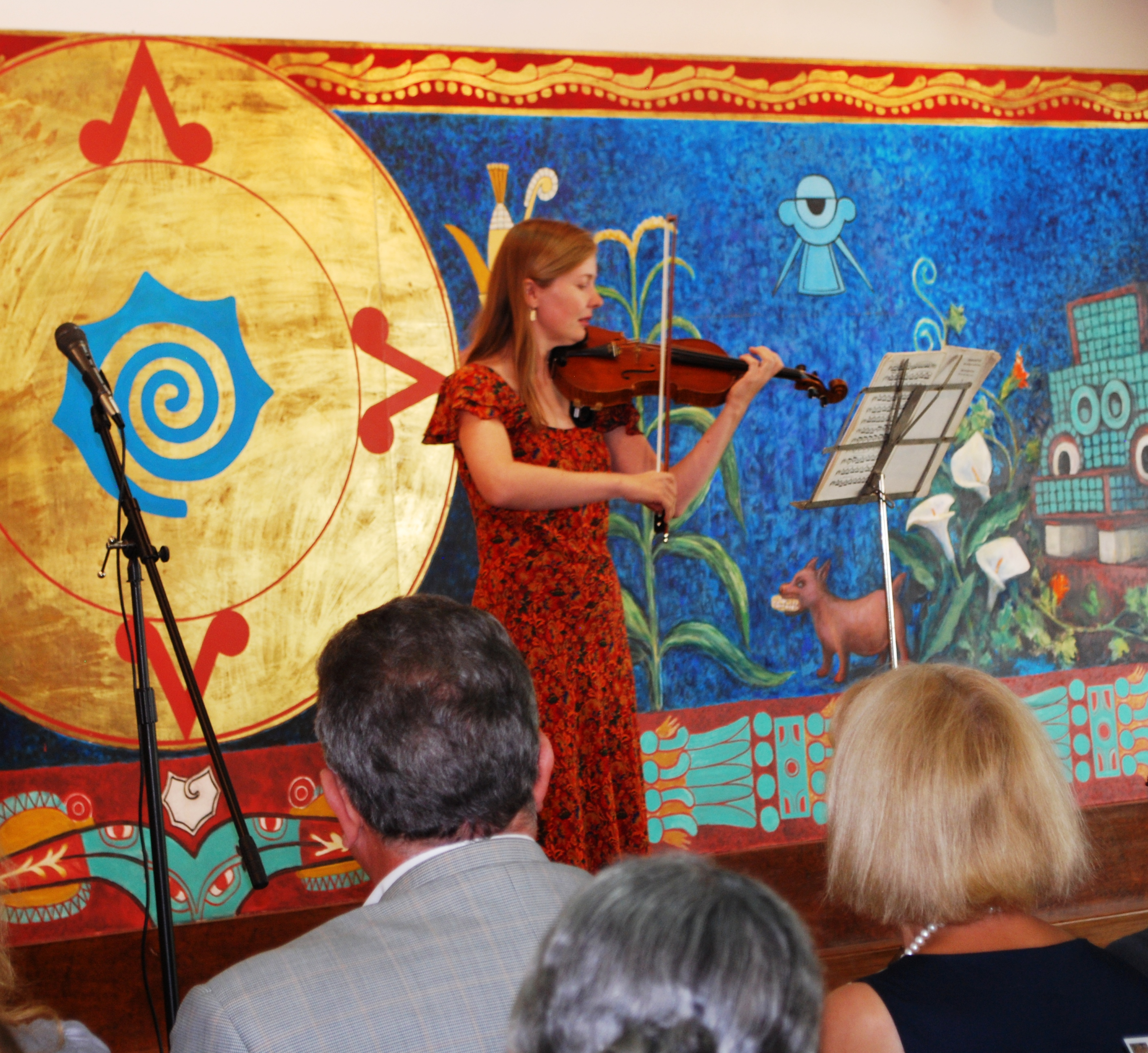
Festival Mirada del arte ruso en la Ciudad de México, 2010.

La Ciudad de México ha sido una de las entidades que siempre han recibido ciudadanos rusos de repúblicas ex-soviéticas: se estima 1200 rusos en la capital del país, la mayoría de los cuales llegó a finales del siglo XIX y durante la Primera y Segunda Guerra Mundial. Otra grupo número de ciudadanos de la Unión Soviética llegó durante la "perestroika" y la caída de URSS, y otro contingente ha inmigrado en los últimos años debido al incremento de los nexos comerciales entre los gobiernos y empresas de México y la Federación Rusa. Entre otras actividades, los rusos de la Ciudad de México se dedican a los negocios, la educación y ciencia, las artes y el turismo.

### Quintana Roo
Empresarios rusos y mexicanos han desarrollado programas de descanso y recreación en la Península de Yucatán para turistas de la Federación Rusa y repúblicas ex-soviéticas, lo que requiere el mantenimiento de personal especializado en el destino. El número de vuelos semanales entre Moscú y Cancún ha llegado por temporadas hasta 8 (6 de Aeroflot y 2 de Transaéreo.). En el 2013 cerca de 150 000 turistas de la Federación Rusa visitó México en viajes organizados. La "Riviera Maya" se ha convertido en una región de inmigración rusa, con alrededor de 4000 residentes en Quintana Roo (2018), según el Instituto Nacional de Migración.

## Rusos notables

### Rusos radicados en México
- Alexander Balankin, científico.

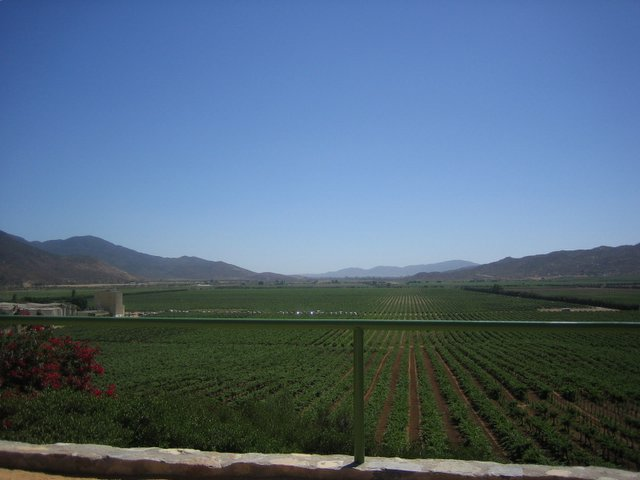
Los 'priguní' (molokanos) se establecieron en el Valle de Guadalupe, Baja California, donde fueron pioneros en la producción la vid a partir de 1926.

- Anna Iliná, científica y biotecnóloga.
- Ana Layevska, actriz.
- Angelina Beloff, pintora.
- Arcady Boytler, productor, guionista y director de cine.
- Elias Breeskin, violinista, compositor y director judío-ruso.
- Irina Baeva, actriz.
- Jacques Gelman, productor de cine, coleccionista de arte.
- Julián de Meriche, actor y director de cine.
- Kara Kilinsky, actriz.
- Kristoff Raczynski, actor y conductor.
- Sasha Gryzlov, violinista.
- Tamara Garina, actriz.
- Valentina Ivanova, actriz.
- Víctor Serge, revolucionario.
- Vlada Vassilieva, pianista.
- Vladimir Kaspé, arquitecto.
- Vladímir Kibálchich Rusakov, pintor.
- León Trotski, teórico político, revolucionario marxista.
- David Bibayoff, fundó la Casa Bibayoff, una vinícola pequeña ubicada en el Valle de Guadalupe, Baja California

### Mexicanos de ascendencia rusa
- Alberto Kalach, arquitecto.
- Emma Dolujanoff, escritora.
- Marcos Rojkind Matluk, médico.
- Michel Rojkind, arquitecto.
- Olga Breeskin, actriz y bailarina.
- Pablo Rudomín Zevnovaty, biólogo, fisiólogo, neurocientífico y académico.
- Sara Topelson Freedman, arquitecta.
- Sergio Olhovich, cineasta.

## Tabla de flujos migratorios
| 1895 | 70    |
| 1900 | 62    |
| 1910 | 447   |
| 1921 | 692   |
| 1930 | 3.140 |
| 1940 | 1.037 |
| 1950 | 791   |
| 1980 | 662   |
| 1990 | 995   |
| 2000 | 1.293 |
| 2010 | 1.453 |
| 2020 | 2.321 |
| 2022 | 8.353 |

Fuente: Estadísticas históricas de México 2009